# Ryan O'Shaughnessy
Ryan O'Shaughnessy (Skerries, 27 settembre 1992) è un cantante e attore irlandese noto per le sue partecipazioni nel 2012 a Britain's Got Talent e The Voice of Ireland.
Ha rappresentato l'Irlanda all'Eurovision Song Contest 2018 con il brano Together, classificandosi sedicesimo con 136 punti.

## Biografia
Nato in una cittadina costiera dell'Irlanda poco distante da Dublino, Ryan O'Shaughnessy ha un fratello maggiore, Graham, e una sorella maggiore, Apryl. Ha studiato al Dublin Institute of Technology, e in più ha seguito corsi di musica al British and Irish Modern Music Institute.
Dal 2001 Ryan ha recitato nella soap opera irlandese Fair City nella parte di Mark Halpin, ma nel 2010 ha lasciato il programma per entrare a far parte della boy band Mission 4. Nel 2012 ha preso parte alle audizioni per The Voice of Ireland cantando The Power of Love degli Huey Lewis and the News e finendo per venire incluso nel team di Brian Kennedy. È stato eliminato nella prima puntata dei live. Nel frattempo il cantante ha anche partecipato a Britain's Got Talent con No Name, un suo brano inedito, grazie al quale ha ricevuto l'approvazione di tutti e tre i giudici Simon Cowell, Alesha Dixon e David Wailliams. Tuttavia, per via del suo contratto con la Universal Music Group ancora in atto, è stato squalificato dalla competizione, per poi essere ripescato prima delle semi-finale grazie allo scioglimento del contratto. Qui ha cantato First Kiss, un'altra sua canzone inedita, con la quale ha ottenuto abbastanza voti dal pubblico per passare in finale, dove ha riproposto No Name. Con il 4,8% del televoto, si è classificato quinto su undici partecipanti.
No Name ha raggiunto il terzo posto nella classifica irlandese e il trentunesimo in quella britannica. È stato incluso nell'EP di debutto eponimo del cantante, pubblicato ad agosto 2012, che ha debuttato alla prima posizione in Irlanda e alla nona nel Regno Unito. Un nuovo singolo, Who Do You Love?, è uscito l'anno successivo ed è arrivato terzo in classifica in Irlanda.
Il 31 gennaio 2018 l'ente radiotelevisivo irlandese RTÉ ha comunicato di averlo scelto come rappresentante dell'Irlanda all'Eurovision Song Contest 2018, a Lisbona, dove ha cantato Together.
L'artista si è esibito nella prima semifinale della manifestazione, ottenendo la qualificazione alla finale, classificandosi sesto con 179 punti. Durante la serata finale, tenutasi il 12 maggio 2018, Ryan si è classificato al sedicesimo posto con 136 punti.

## Discografia

### Album in studio
- 2016 - Back to Square One

### EP
- 2012 - Ryan O'Shaughnessy

### Singoli
- 2012 - No Name
- 2013 - Who Do You Love?
- 2015 - Fingertips
- 2015 - Evergreen
- 2016 - She Won't Wait
- 2017 - Got This Feeling
- 2018 - Together
- 2018 - Civil War
- 2020 - 100 Ways
- 2020 - Think About Things
- 2020 - Lucky One
- 2020 - Permanent